# Фурманова Ніна Самойлівна
Фурманова Ніна Самойлівна (7 лютого 1927 - 10 грудня 2019) — українська архітекторка-містобудівниця, авторка і головна архітекторка багатьох висотних житлових будинків Харкова. Членкиня Спілки архітекторів України з 1974 року.

## Біографія
Ніна Фурманова закінчила архітектурний факультет Харківського інженерно-будівельного інституту у 1950 році. Після закінчення інституту працювала архітекторкою у тресті «Облпроект», Харківській філії «Діпроміста», інституті «Харківпроект». Ніна Фурманова є багаторічним керівником архітектурної майстерні та головним архітектором проектів у ТОВ «Інститут Харківпроект».

## Вибрані проекти
- Культурно-спортивний комплекс на вул. Рудика, 4, Харків (арх. Клейн Б. Г., Н. С. Фурманова)
- 9-ти поверхові житлові будинки з вбудовано-прибудованими приміщеннями громадського призначення по вул. Гімназійній набережній, Харків (арх. Клейн Б. Г., Н. С. Фурманова, 1967—1969)
- 16-ти поверховий корпус готелю Харків, Харків (арх. Клейн Б. Г., Н. С. Фурманова, 1976)
- Серія типових великопанельних 16-ти поверхових житлових будинків, Харків
- 16-ти поверховий житловий будинок зі стоматологічною клінікою по вул. Іллінській, Харків
- Адміністративний корпус концерну АВЕК на вул. Сумській, 70, Харків
- Мікрорайон № 362, Харків
- Забудова індивідуальними 9-ти поверховими будинками по вул. Жуковського, Харків
- Навчально-лабораторний корпус інституту громадського харчування по вул. Клочківській, Харків (арх. Клейн Б. Г., Н. С. Фурманова, 1979)
- Палац піонерів, Кривий Ріг
- Забудова мікрорайону по вул. Саперній, Харків
- 9-ти поверховий житловий будинок на пр. Олександрівському, 69Е, Харків
- Висотна будівля проектно-технологічного інституту «Укроргтехбуд» на вул. Отакара Яроша, Харків (арх. Н. С. Фурманова, І. М. Лаврентьєв, Л. М. Сілаєва, 1975—1979)
- Реконструкція приміщень глядацької частини і сценічного комплексу Харківського академічного українського драматичного театру ім. Т. Г. Шевченка (арх. Клейн Б. Г., Н. С. Фурманова, 1964)

## Нагороди
Ніна Фурманова була нагороджена медаллю «За участь у Великій Вітчизняній Війні».